# Beslan
Beslan (en rus: Бесла́н, en osset: Беслӕн) és una localitat d'Ossètia del Nord, a la Federació Russa, centre administratiu del Districte de Pravoberejni (Правобере́жный, "de la riba dreta"). Situada al nord d'aquesta república caucàsica, a quinze quilòmetres de la capital Vladikavkaz, n'és la tercera localitat en nombre de població (35.550 habitants l'any 2002). Fundada l'any 1847 per ossets desplaçats, rebé el nom de Beslanikau (Colonització de Beslan) en honor del noble local Beslan Tulatov. Oficialment el municipi portà el nom de Tulatov, Iriston en el període 1941-1950, i finalment restà l'actual nom de Beslan.
L'1 de setembre del 2004, un grup d'homes armats van segrestar a una escola de Beslan més de 1.200 nens i mestres, en una acció posteriorment reivindicada pel guerriller txetxè Xamil Bassàiev. Després de tres dies de segrest els enfrontaments van acabar amb 344 civils morts, d'entre ells 186 nens.